# NASCAR Grand National Series 1964
De NASCAR Grand National Series 1964 was het 16e seizoen van het belangrijkste NASCAR kampioenschap dat in de Verenigde Staten gehouden wordt. Het seizoen startte op 10 november 1963 met de Textile 250 en eindigde op 8 november 1964 met een race in Jacksonville, North Carolina. Richard Petty won het kampioenschap voor de eerste keer in zijn carrière.

## Races
Top drie resultaten.
| '  | Datum  | Race                       | Circuit                              | Winnaar          | Tweede           | Derde            |
| 1  | 10-nov | Textile 250                | Concord Speedway1                    | Ned Jarrett      | Joe Weatherly    | Richard Petty    |
| 2  | 17-okt | Race 2                     | Augusta Speedway2                    | Fireball Roberts | Dave MacDonald   | Billy Wade       |
| 3  | 1-dec  | Race 3                     | Speedway Park3                       | Wendell Scott    | Buck Baker       | Jack Smith       |
| 4  | 29-dec | Sunshine 200               | Savannah Speedway                    | Richard Petty    | Jack Smith       | Tiny Lund        |
| 5  | 19-jan | Motor Trend 500            | Riverside International Raceway      | Dan Gurney       | Marvin Panch     | Fireball Roberts |
| 6  | 21-feb | Daytona 500 Qualifier #1   | Daytona International Speedway       | Junior Johnson   | Buck Baker       | David Pearson    |
| 7  | 21-feb | Daytona 500 Qualifier #2   | Daytona International Speedway       | Bobby Isaac      | Jimmy Pardue     | Richard Petty    |
| 8  | 23-feb | Daytona 500                | Daytona International Speedway       | Richard Petty    | Jimmy Pardue     | Paul Goldsmith   |
| 9  | 10-mrt | Richmond 250               | Richmond International Raceway       | David Pearson    | Richard Petty    | Billy Wade       |
| 10 | 22-mrt | Southeastern 400           | Bristol Motor Speedway               | Fred Lorenzen    | Fireball Roberts | Paul Goldsmith   |
| 11 | 28-mrt | Greenville 200             | Greenville-Pickens Speedway          | David Pearson    | Ned Jarrett      | Marvin Panch     |
| 12 | 30-mrt | Race 12                    | Bowman Gray Stadium                  | Marvin Panch     | Ned Jarrett      | Richard Petty    |
| 13 | 5-apr  | Atlanta 500                | Atlanta Motor Speedway               | Fred Lorenzen    | Bobby Isaac      | Ned Jarrett      |
| 14 | 11-apr | Race 14                    | Asheville-Weaverville Speedway       | Marvin Panch     | Junior Johnson   | Billy Wade       |
| 15 | 12-apr | Joe Weatherly 150          | Occoneechee Speedway                 | David Pearson    | Dick Hutcherson  | Larry Thomas     |
| 16 | 14-apr | Race 16                    | Piedmont Interstate Fairgrounds      | Ned Jarrett      | Marvin Panch     | David Pearson    |
| 17 | 16-apr | Columbia 200               | Columbia Speedway                    | Ned Jarrett      | Marvin Panch     | LeeRoy Yarbrough |
| 18 | 19-apr | Gwyn Staley 400            | North Wilkesboro Speedway            | Fred Lorenzen    | Ned Jarrett      | Marvin Panch     |
| 19 | 26-apr | Virginia 500               | Martinsville Speedway                | Fred Lorenzen    | Marvin Panch     | Junior Johnson   |
| 20 | 1-mei  | Savannah 200               | Savannah Speedway                    | LeeRoy Yarbrough | Marvin Panch     | Richard Petty    |
| 21 | 9-mei  | Rebel 300                  | Darlington Raceway                   | Fred Lorenzen    | Fireball Roberts | Junior Johnson   |
| 22 | 15-mei | Tidewater 250              | Langley Field Speedway               | Ned Jarrett      | Marvin Panch     | Buddy Baker      |
| 23 | 16-mei | Hickory 250                | Hickory Motor Speedway               | Ned Jarrett      | David Pearson    | Richard Petty    |
| 24 | 17-mei | Race 24                    | South Boston Speedway                | Richard Petty    | Marvin Panch     | Ned Jarrett      |
| 25 | 24-mei | World 600                  | Charlotte Motor Speedway             | Jim Paschal      | Richard Petty    | Rex White        |
| 26 | 30-mei | Pickens 200                | Greenville-Pickens Speedway          | LeeRoy Yarbrough | Richard Petty    | J.T. Putney      |
| 27 | 31-mei | Race 27                    | New Asheville Speedway               | Ned Jarrett      | Richard Petty    | Marvin Panch     |
| 28 | 7-jun  | Dixie 400                  | Atlanta Motor Speedway               | Ned Jarrett      | Richard Petty    | Paul Goldsmith   |
| 29 | 11-jun | Race 29                    | Concord Speedway1                    | Richard Petty    | David Pearson    | Ned Jarrett      |
| 30 | 14-jun | Music City 200             | Music City Motorplex                 | Richard Petty    | David Pearson    | Buck Baker       |
| 31 | 19-jun | Confederate 300            | Boyd Speedway4                       | David Pearson    | Richard Petty    | Buck Baker       |
| 32 | 21-jun | Race 32                    | Fairgrounds Raceway5                 | Ned Jarrett      | Richard Petty    | Billy Wade       |
| 33 | 23-jun | Race 33                    | Valdosta Speedway6                   | Buck Baker       | LeeRoy Yarbrough | Tiny Lund        |
| 34 | 26-jun | Race 34                    | Piedmont Interstate Fairgrounds      | Richard Petty    | LeeRoy Yarbrough | Doug Cooper      |
| 35 | 4-jul  | Firecracker 400            | Daytona International Speedway       | A.J. Foyt        | Bobby Isaac      | Jimmy Pardue     |
| 36 | 8-jul  | Old Dominion 400           | Old Dominion Speedway7               | Ned Jarrett      | David Pearson    | Jimmy Pardue     |
| 37 | 10-jul | Fireball Roberts 200       | Old Bridge Stadium8                  | Billy Wade       | Ned Jarrett      | Richard Petty    |
| 38 | 12-jul | Race 38                    | Bridgehampton Raceway9               | Billy Wade       | Buck Baker       | Walt Hansgen     |
| 39 | 15-jul | Race 39                    | Islip Speedway                       | Billy Wade       | Ned Jarrett      | Richard Petty    |
| 40 | 19-jul | The Glen 151.8             | Watkins Glen International           | Billy Wade       | LeeRoy Yarbrough | Walt Hansgen     |
| 41 | 21-jul | Pennsylvania 200           | Lincoln Speedway10                   | David Pearson    | Richard Petty    | Jimmy Pardue     |
| 42 | 26-jul | Volunteer 500              | Bristol Motor Speedway               | Fred Lorenzen    | Richard Petty    | Jim Paschal      |
| 43 | 2-aug  | Nashville 400              | Music City Motorplex                 | Richard Petty    | Jim Paschal      | David Pearson    |
| 44 | 7-aug  | Race 44                    | Rambi Raceway11                      | David Pearson    | Richard Petty    | LeeRoy Yarbrough |
| 45 | 9-aug  | Western North Carolina 500 | Asheville-Weaverville Speedway       | Ned Jarrett      | David Pearson    | Junior Johnson   |
| 46 | 13-aug | Moyock 300                 | Dog Track Speedway12                 | Ned Jarrett      | David Pearson    | Richard Petty    |
| 47 | 16-aug | Mountaineer 500            | West Virginia International Speedway | Richard Petty    | Junior Johnson   | Ned Jarrett      |
| 48 | 21-aug | Sandlapper 200             | Columbia Speedway                    | David Pearson    | Doug Yates       | Jimmy Pardue     |
| 49 | 22-aug | Myers Brothers 250         | Bowman Gray Stadium                  | Junior Johnson   | Richard Petty    | Ned Jarrett      |
| 50 | 23-aug | Race 50                    | Starkey Speedway13                   | Junior Johnson   | Ned Jarrett      | Glen Wood        |
| 51 | 7-sep  | Southern 500               | Darlington Raceway                   | Buck Baker       | Jim Paschal      | Richard Petty    |
| 52 | 11-sep | Buddy Shuman 250           | Hickory Motor Speedway               | David Pearson    | Larry Thomas     | Buck Baker       |
| 53 | 14-sep | Capital City 300           | Richmond International Raceway       | Cotton Owens     | David Pearson    | Richard Petty    |
| 54 | 18-sep | Race 54                    | Old Dominion Speedway7               | Ned Jarrett      | David Pearson    | Richard Petty    |
| 55 | 20-sep | Race 55                    | Occoneechee Speedway                 | Ned Jarrett      | Cotton Owens     | Larry Thomas     |
| 56 | 27-sep | Old Dominion 500           | Martinsville Speedway                | Fred Lorenzen    | Richard Petty    | Junior Johnson   |
| 57 | 9-okt  | Race 57                    | Savannah Speedway                    | Ned Jarrett      | Richard Petty    | David Pearson    |
| 58 | 11-okt | Wilkes 400                 | North Wilkesboro Speedway            | Marvin Panch     | Fred Lorenzen    | Darel Dieringer  |
| 59 | 18-okt | National 400               | Charlotte Motor Speedway             | Fred Lorenzen    | Jim Paschal      | Richard Petty    |
| 60 | 25-okt | Race 60                    | Harris Speedway14                    | Richard Petty    | Ned Jarrett      | Curtis Crider    |
| 61 | 1-nov  | Jaycee 300                 | Augusta Speedway2                    | Darel Dieringer  | Bobby Isaac      | Larry Thomas     |
| 62 | 8-nov  | Race 62                    | Jacksonville Speedway15              | Ned Jarrett      | Richard Petty    | G.C. Spencer     |

- 1 Er werden tussen 1956 en 1964 twaalf races gehouden in Concord op de Concord Speedway.
- 2 Er werden tussen 1962 en 1969 twaalf races gehouden in Augusta op de Augusta Speedway.
- 3 Er werden tussen 1951 en 1964 zes races gehouden in Jacksonville, Florida op Speedway Park.
- 4 Er werd in 1962 en 1964 een race gehouden in Chattanooga op de Boyd Speedway.
- 5 Er werden tussen 1958 en 1968 acht races gehouden in Birmingham, Alabama op de Fairgrounds Raceway.
- 6 Er werden tussen 1962 en 1965 drie races gehouden in Valdosta op de Valdosta Speedway.
- 7 Er werden tussen 1958 en 1966 zeven races gehouden in Manassas op de Old Dominion Speedway.
- 8 Er werden tussen 1956 en 1965 zes races gehouden in Old Bridge op de Old Bridge Stadium.
- 9 Er werden tussen 1958 en 1966 vier races gehouden in Bridgehampton op de Bridgehampton Raceway.
- 10 Er werden tussen 1955 en 1965 zeven races gehouden in New Oxford op de Lincoln Speedway.
- 11 Er werden tussen 1958 en 1965 negen races gehouden in Myrtle Beach op de Rambi Raceway.
- 12 Er werden tussen 1962 en 1966 zeven races gehouden in Currituck County op de Dog Track Speedway.
- 13 Er werden tussen 1958 en 1964 vier races gehouden in Roanoke op de Starkey Speedway.
- 14 Er werd in 1964 en 1965 een race gehouden in Harris op de Harris Speedway.
- 15 Er werd in 1957 en 1964 een race gehouden in Jacksonville, North Carolina op de Jacksonville Speedway.

## Eindstand - Top 10

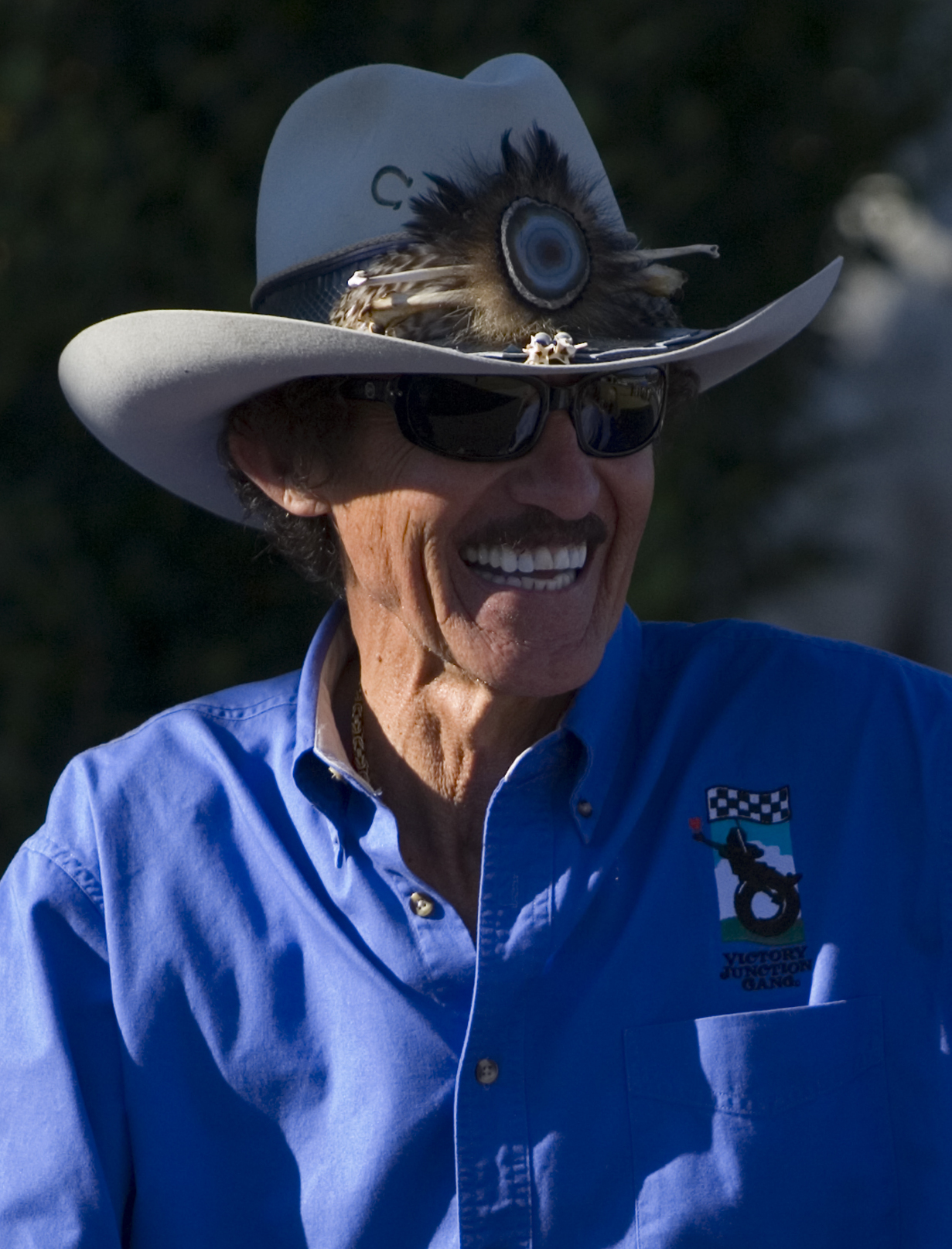
Richard Petty won in 1964 zijn eerste van in totaal zeven titels.

| 1  | Richard Petty | 40252 |
| 2  | Ned Jarrett   | 34950 |
| 3  | David Pearson | 32146 |
| 4  | Billy Wade    | 28474 |
| 5  | Jimmy Pardue  | 26570 |
| 6  | Curtis Crider | 25606 |
| 7  | Jim Paschal   | 25450 |
| 8  | Larry Thomas  | 22950 |
| 9  | Buck Baker    | 22366 |
| 10 | Marvin Panch  | 21480 |